# 後藤翔平
後藤 翔平（ごとう しょうへい、1992年8月5日 - ）は、北海道帯広市出身の日本プロバスケットボール選手。ポジションはシューティングガード。B.LEAGUEレギュラーシーズン2023-24シーズンより岩手ビッグブルズに所属している。

## 来歴
2008年、函館大有斗高に進学して安田和男の指導を受けた（背番号：5）。1年時からエースとして活躍したが、3年間で全国（インターハイ、国体、ウインターカップ）の出場はなかった。
2011年、大阪学院大に進学して行広伸太郎の指導を受けた（背番号：10）。1年時からエースとして活躍し、2～4年時には全国（インカレ）に出場。
2015年～2018年、金沢武士団に入団して鈴木裕紀の指導を受けていた（背番号：1）。
2017年～2020年、島根スサノオマジックに移籍して鈴木裕紀の指導を受けた（背番号：11）。
2020年～2023年、鈴木裕紀がヘッドコーチを辞任してからも、島根スサノオマジックで活躍した（背番号：1）。
2023年～、B3リーグ優勝を果たし、7シーズンぶりにB2に復帰した岩手ビッグブルズに移籍した（背番号：1）。

## 経歴
函館大有斗高 - 大阪学院大 - 金沢武士団（2015年～2017年） - 島根スサノオマジック（2017年～2023年） - 岩手ビッグブルズ（2023年～）

## その他
双子の兄に後藤康平がおり、小学校・中学校・高校・大学でWエースとして一緒にプレーしていた。
後藤康平もプロから声がかかっていたが、「小学校・中学校・大学で全国出場を果たしたけど高校で全国出場を果たせなかった」としてインターハイ2回・国体9回・ウインターカップ1回の全国出場を誇る母校である函館大有斗高のヘッドコーチに就任した。